# كاثرين هولم
كاثرين هولم (بالإنجليزية: Kathryn Hulme)‏ (6 يوليو 1900، سان فرانسيسكو في الولايات المتحدة - 25 أغسطس 1981 في الولايات المتحدة)؛ روائية أمريكية.